# Série de championnat de la Ligue nationale de baseball 1975
La Série de championnat de la Ligue nationale de baseball 1975 était la série finale de la Ligue nationale de baseball, dont l'issue a déterminé le représentant de cette ligue à la Série mondiale 1975, la grande finale des Ligues majeures.
Cette série trois de cinq débute le samedi 4 octobre 1975 et se termine le mardi 7 octobre par une victoire des Reds de Cincinnati, trois matchs à zéro sur les Pirates de Pittsburgh.

## Équipes en présence
Après une saison 1974 où ils avaient chuté en deuxième place et concédé le championnat de la division Ouest de la Ligue nationale aux Dodgers de Los Angeles, les Reds de Cincinnati remportent le titre en 1975 avec une fantastique fiche de 108 victoires, contre 54 défaites. Gagnants de 88 parties durant l'année, les Dodgers sont laissés derrière au second rang, à 20 parties de la tête et de Cincinnati. Les Reds s'assurent du championnat de section le 7 septembre, ce qui représente le titre acquis le plus rapidement dans l'histoire du baseball majeur dans une saison régulière de 162 parties.
Les Reds, qui terminent premiers pour la troisième fois en quatre ans et la quatrième fois en six saisons, établissent une nouvelle marque d'équipe pour le nombre de victoires en une année. En date de 2010, ces 108 triomphes durant le calendrier régulier représentent toujours le record de franchise. Le deuxième but Joe Morgan est élu joueur par excellence de la ligue, un titre qu'il gagne aussi l'année suivante.
En route vers la première de deux victoires en deux ans en Série mondiale, la puissante équipe de Cincinnati, surnommée The Big Red Machine, est opposée en Série de championnat aux Pirates de Pittsburgh. Ces derniers terminent au premier rang de la division Est de la Ligue nationale pour la deuxième année de suite et la cinquième fois en six ans. Avec une fiche de 92 gains contre 69 revers, ils devancent par six parties et demie leurs plus proches poursuivants dans l'Est, les Phillies de Philadelphie.
Les Pirates remportent la Série mondiale 1971 mais au cours de quatre de ces cinq participations aux séries éliminatoires en début de décennie, ils sont incapables d'atteindre la grande finale plus d'une fois. La Série de championnat 1975 est le troisième duel Pittsburgh-Cincinnati. Les Reds avaient déjà remporté les séries de 1970, en trois matchs, et de 1972 dans la limite de cinq parties.

## Déroulement de la série

### Calendrier des rencontres
| Match | Date      | Visiteur              | Hôte                  | Score              |
| ----- | --------- | --------------------- | --------------------- | ------------------ |
| 1     | 4 octobre | Pirates de Pittsburgh | Reds de Cincinnati    | 3 - 8              |
| 2     | 5 octobre | Pirates de Pittsburgh | Reds de Cincinnati    | 1 - 6              |
| 3     | 7 octobre | Reds de Cincinnati    | Pirates de Pittsburgh | 5 - 3 (10 manches) |

### Match 1
Samedi 4 octobre 1975 au Riverfront Stadium, Cincinnati, Ohio.
| Pirates de Pittsburgh | 0 | 2 | 0 | 0 | 0 | 0 | 0 | 0 | 1 | 3 | 8  | 0 |
| Reds de Cincinnati | 0 | 1 | 3 | 0 | 4 | 0 | 0 | 0 | X | 8 | 11 | 0 |
| Lanceurs partants : PIT : Jerry Reuss CIN : Don Gullett Vic. : Don Gullett (1-0) Déf. : Jerry Reuss (0-1) HRs: CIN : Don Gullett (1) |   |   |   |   |   |   |   |   |   |   |    |   |

### Match 2
Dimanche 5 octobre 1975 au Riverfront Stadium, Cincinnati, Ohio.
| Pirates de Pittsburgh | 0 | 0 | 0 | 1 | 0 | 0 | 0 | 0 | 0 | 1 | 5  | 0 |
| Reds de Cincinnati | 2 | 0 | 0 | 2 | 0 | 1 | 1 | 0 | X | 6 | 12 | 1 |
| Lanceurs partants : PIT : Jim Rooker CIN : Fred Norman Vic. : Fred Norman (1-0) Déf. : Jim Rooker (0-1) HRs: CIN : Tony Perez (1) |   |   |   |   |   |   |   |   |   |   |    |   |

### Match 3
Mardi 7 octobre 1975 au Three Rivers Stadium, Pittsburgh, Pennsylvanie.
| Reds de Cincinnati | 0 | 1 | 0 | 0 | 0 | 0 | 0 | 2 | 0 | 2 | 5 | 6 | 0 |
| Pirates de Pittsburgh | 0 | 0 | 0 | 0 | 0 | 2 | 0 | 0 | 1 | 0 | 3 | 7 | 2 |
| Lanceurs partants : CIN : Gary Nolan PIT : John Candelaria Vic. : Rawly Eastwick (1-0) Déf. : Ramón Hernández (0-1) Sauv. : Pedro Borbon (1) HRs : CIN : Dave Conception (1), Pete Rose (1) PIT : Al Oliver (1) |   |   |   |   |   |   |   |   |   |   |   |   |   |